# 拉杜四世
拉杜四世（大帝）（罗马尼亚语：Radu al IV-lea cel Mare，？~1508年4月）瓦拉几亚大公（1495年9月~1508年4月在位）。
拉杜四世强化了大公的权力，削弱瓦拉几亚基督教会的独立性。他在1508年将印刷术引入瓦拉几亚，因此被称为“拉杜大帝”（意即伟大的拉杜）。在对外政策方面，拉杜四世臣服于奥斯曼帝国但成功地使苏丹容许瓦拉几亚独立，并与波兰等欧洲国家建立联系。
拉杜四世与瓦拉几亚贵族妇女克特利娜结婚，他们有以下子女：
- 弗拉德七世
- 拉杜·帕伊谢
- 米尔恰·乔巴努尔
- 克里斯蒂娜
- 安娜

拉杜四世还有两个私生子后来也获得了瓦拉几亚的公位，即拉杜五世和拉杜六世。

## 资料来源
- 苏联历史百科全书·人物卷，1961~1973

| 前任： 弗拉德四世 | 瓦拉几亚大公 1495~1508 | 繼任： 米赫内亚一世 |